# Rimini (stacja kolejowa)
Rimini (wł: Stazione di Rimini) – stacja kolejowa w Rimini, w prowincji Rimini, w regionie Emilia-Romania, we Włoszech. Jest jedną z największych stacji kolejowych w regionie. Została otwarta w 1861. Jest zarządzana przez Rete Ferroviaria Italiana oraz Centostazioni. Oprócz Rimini obsługuje również San Marino.
Obsługuje około 5 mln pasażerów rocznie.